# ジミー・ライアー・ジュニア
ジミー・ライアー・ジュニア（Jimmy Reiher, Jr.、1971年9月1日 - ）は、アメリカ合衆国のプロレスラー。ハワイ州ホノルル郡出身。
スーパーフライ・ジミー・スヌーカの養子。そのため大叔父にピーター・メイビア、叔父にロッキー・ジョンソン、ワイルド・サモアンズ、従兄弟にヨコズナ、リキシ、ウマガ、ロージー、ザ・ロック、マヌというレスリング・ファミリーの一員である。

## 来歴
OVWではデュース・シェイドの名でTV王座に就くなど活躍、2006年にドミノとタッグを結成。
2007年1月19日にデュース・アンド・ドミノとしてスマックダウンにデビュー。WWEタッグ王座を獲得するなど、第一線で活躍している。ヴェンジェンス2007ではデュース・アンド・ドミノvsジミー・スヌーカ＆サージェント・スローター戦が行われ、親子対決が実現した。優れたレスリングセンスを持つためシングルでの試合も多い。
2008年12月15日の放送において、レイ・ミステリオとの試合前に突然ジミー・スヌーカの息子であることをカミングアウト、翌週の放送でランディ・オートンに掛け合いオートンの結成した二世レスラーユニット"レガシー"に加わるが、後にユニット残留を懸けたタッグマッチでは勝利するもののピンフォールを奪ったコーディ・ローデスのみが残留。同じく追放されたマヌと共に"レガシー"に報復するため、事前にコーディに自分たちに付くように説得し、オートンにパントを受けて欠場していたテッド・デビアスを連れてオートンを襲撃するも、コーディとテッドの寝返りによって返り討ちにあった。それ以降はマヌもシムもフェードアウトし、登場が無いままマヌは2009年2月に解雇
シムは同年のレッスルマニア２５において、アンダーテイカーｖｓショーン・マイケルズ戦にカメラマン役として出場するも、アンダーテイカーのノータッチトペを受け損ない、それが元で6月19日に解雇された。

## 得意技
ジャンピング・ヒールキック
延髄斬り
スーパーフライ・ツイスター
コークスクリュー・スプラッシュ
デュースズ・ワイルド

## 獲得タイトル
DSW
- ディープ・サウス・タッグ王座 : 1回（w / ドミノ）

IWA
- IWAハードコア王座 ： 1回

OVW
- TV王座 : 1回
- OVW南部タッグ王座 : 3回（w / ドミノ）

WWE
- WWEタッグ王座 : 1回（w / ドミノ）